# Пустовойт Михайло Михайлович
Миха́йло Миха́йлович Пустово́йт - український лікар, психіатр і психотерапевт,  доктор медичних наук, професор, завідувач кафедри психіатрії, наркології та медичної психології Івано-Франківського національного медичного університету, заслужений діяч науки і техніки України.

## Життєпис
Професійний шлях Михайла Пустовойта розпочався на посаді лікаря-інтерна в Івано-Франківській клінічній психіатричній лікарні №1. У 1996 році він вступив до магістратури з психіатрії у Львівському національному медичному університеті імені Данила Галицького. Після завершення навчання був запрошений на посаду асистента кафедри психіатрії, наркології та медичної психології тодішньої Івано-Франківської державної медичної академії.
У 2000 році захистив кандидатську дисертацію на тему «Дисоціація при невротичній істерії (клініко-експериментальне дослідження)», в межах якої здійснив переклад і валідацію українською мовою сучасного діагностичного інструментарію для виявлення дисоціативних розладів — Dissociative Experiences Scale (Carlson & Putnam, 1993).
Упродовж 2001–2002 років працював науковим співробітником в Університеті Тюбінгена (Німеччина). У 2002 році здобув міжнародну стипендію для повного навчання з психоаналізу в Німеччині. Разом із Тетяною Пушкарьовою став одним із перших українських фахівців, які виконали кваліфікаційні вимоги Міжнародної психоаналітичної асоціації, членом якої став у 2007 році. Водночас здійснював переклад класичної психоаналітичної літератури, що згодом стало основою видавничої серії "Психоаналітична література" українською мовою.
18 червня 2011 року разом із колегами заснував Українське психоаналітичне товариство (УПТ), офіційно визнане Міжнародною психоаналітичною асоціацією. У 2017–2021 роках очолював цю організацію на посаді президента. З 2003 року працював на кафедрі психіатрії, наркології та медичної психології Одеського національного медичного університету (ОНМедУ). У 2005–2010 роках виконував докторську дисертацію, в якій запропонував психосоматичну модель психотичних розладів у період інволюції, а також розробив методику психодинамічно орієнтованої психотерапії для пацієнтів з інволюційними психозами. Захист докторської дисертації відбувся у 2010 році.
У 2011–2012 роках очолював кафедру загальної та клінічної патологічної фізіології ОНМедУ. У співпраці з відділом психосоматичної медицини Тюбінгенського університету вивчав патофізіологічні аспекти короткотривалого голодування. Результати дослідження опубліковано в журналі European Journal of Clinical Nutrition, який індексується в базі SCOPUS.
У 2013–2017 роках очолював Київський інститут сучасної психології та психотерапії. Ініціював створення навчальних програм з психосоматичної медицини, психоаналізу та психотерапії, а також сприяв розвитку когнітивно-біхевіоральної терапії, клієнтцентрованого підходу, групової психоаналітичної терапії та дитячого консультування. У межах його керівництва інститут проводив низку наукових конференцій та семінарів за міжнародної участі. Професор Пустовойт увійшов до складу Міжнародної консультативної ради Міжнародного психоаналітичного університету в Берліні.
У 2008–2013 роках був учасником українсько-німецько-польської робочої групи з реформування психіатричної допомоги в Україні. У 2014–2019 роках долучився до розробки концепції розвитку психіатричної служби України до 2025 року.
У 2017–2021 роках очолював кафедру психіатрії та наркології ОНМедУ. У цей період став ініціатором першого в Україні освітнього проєкту з діалектично-біхевіоральної терапії у співпраці з Інститутом наукової психотерапії (Фрайбург, Німеччина). Був одним із співорганізаторів першого міжнародного форуму "Одеські психіатричні читання" (2018).
У 2019 році спільно з професором Гартмутом Бергером (Франкфуртський університет) заснував щорічну "Літню школу сучасної німецької психіатрії".
Професор Пустовойт є членом редакційних колегій фахових журналів "Київський журнал сучасної психології та психотерапії" та "Український психоаналітичний журнал", а також співавтором низки навчальних посібників для студентів медичних закладів. У 2018 році отримав почесне звання "Заслужений діяч науки і техніки України" за внесок у розвиток психотерапії та реформування психіатричної галузі.
З вересня 2021 року обіймає посаду завідувача кафедри психіатрії, наркології та медичної психології Івано-Франківського національного медичного університету. Наразі займається створенням клінічної та наукової бази для реабілітації осіб, які постраждали від психотравм внаслідок збройної агресії російської федерації.
У 2023 році разом із колегами з Української спілки психотерапевтів заснував "Станіславську школу психотерапевтичних мистецтв".
У період повномасштабної війни бере активну участь у волонтерській діяльності. У 2023 році нагороджений почесним нагрудним знаком "За сприяння війську" — відзнакою за особистий внесок у розвиток Збройних Сил України та підтримку національної оборони в науковій, медичній та громадській сферах. Також є кавалером медалі "Доблесть Прикарпаття" та був неформально відзначений одним з офіцерів полку "Азов" за лікування поранених бійців.
У 2023 році Михайло Пустовойт був також відзначений церковною нагородою Православної Церкви України — медаллю «Хрест Свободи» за жертовне служіння і збереження дару свободи. Того ж року йому було вручено громадську відзнаку — знак народної пошани «Хрест громадянських заслуг» — за значний особистий внесок у зміцнення національної стійкості, розвиток медицини, волонтерський рух і допомогу у справі наближення перемоги України.
До 10-ї річниці діяльності порталу Galka.if.ua ім’я професора Пустовойта включено до переліку ста осіб, без яких важко уявити Івано-Франківськ.

## Згадки в медіа
«Найбільше боюся довготривалої війни». Відомий психіатр — про стан, в якому сьогодні перебувають військові на фронті, а цивільні — в тилу (джерело)
Професора з Прикарпаття нагородили почесним знаком «За сприяння війську» (джерело)
Михайло Пустовойт отримав медаль «Доблесть Прикарпаття» за психіатричну допомогу після бойових дій та полону (джерело)
"Шопоманія" та здоровий глузд під час купівлі подарунків (джерело)
«Нормальна реакція людської душі на надмірне потрясіння», — психіатр Михайло Пустовойт про симптоми та лікування ПТСР (джерело)
В Івано-Франківську розпочався проєкт "Станіславська школа психотерапевтичних мистецтв" (джерело)
У Франківську поєднали театр та психологію, щоб боротися з травмами війни (джерело)
"Станіславська школа психотерапевтичних мистецтв" (джерело)
"Люди з ментальними проблемами не люблять фальші". Концерт "Dakh Daughters" у Прикарпатському центрі психічного здоров'я (джерело)
ТОП 100: Славетні імена від Galka.if.ua (СПИСОК) (джерело)